# Elżbieta Szczodrowska

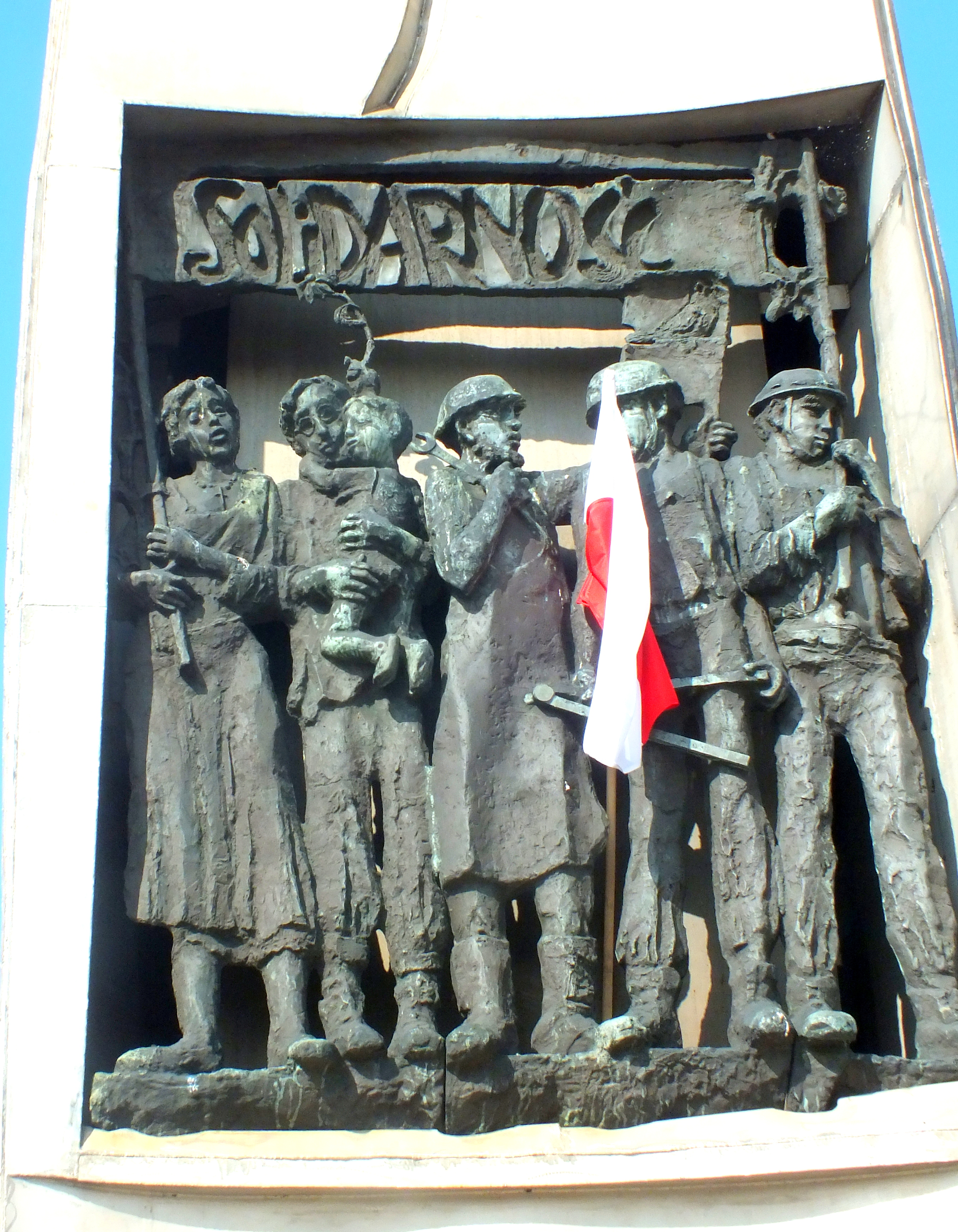
Rzeźby w dolnej partii pomnika Poległych Stoczniowców 1970 w Gdańsku

Elżbieta Szczodrowska-Peplińska (ur. 5 września 1921 w Tczewie, zm. 30 maja 2009 w Sopocie) – gdańska rzeźbiarka. 

## Życiorys
W 1937 rozpoczęła naukę w Pomorskiej Szkole Sztuk Pięknych Wacława Szczeblewskiego w Gdyni. W latach 1945–1949 studiowała rzeźbę u prof. Mariana Wnuka w Państwowej Wyższej Szkole Sztuk Plastycznych w Sopocie (obecnie Akademia Sztuk Pięknych w Gdańsku). W latach 1952–1976 była pedagogiem, nauczycielką rzeźby w Liceum Plastycznym w Gdyni-Orłowie.

Uczestniczyła w wystawach okręgowych i ogólnopolskich, m.in.: Wystawa Młodej Plastyki - Warszawa (Arsenał) - 1955, Salon Okręgu Gdańskiego ZPAP - 1965, Salon XX-lecia Okręgu Gdańskiego ZPAP - Sopot 1967, Ogólna Wystawa Rzeźby - Warszawa 1968, Wystawa PROTEST - Gdańsk 1969. Wystawy indywidualne: Sopot - 1958, 1968, 1969, Lublin - 1969.

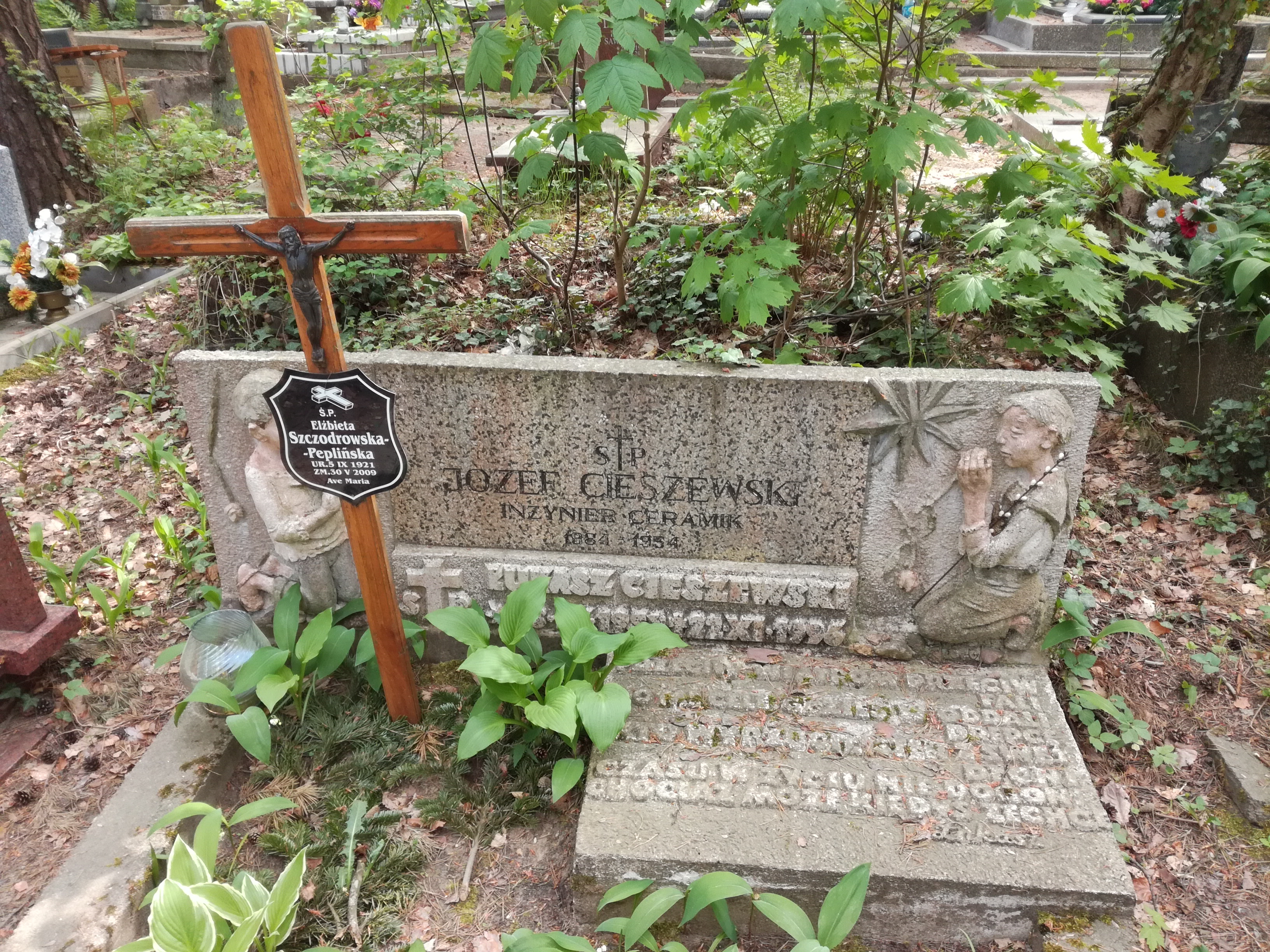
Grób Elżbiety Szczodrowskiej-Peplińskiej na cmentarzu komunalnym w Sopocie

Współautorka (z Robertem Peplińskim) m.in. tabernakulum w kościele św. Brygidy w Gdańsku i płaskorzeźb w dolnej części Pomnika Poległych Stoczniowców 1970 w Gdańsku.
Była żoną rzeźbiarza Roberta Peplińskiego (1941–2015).
Zmarła w Sopocie, pochowana na miejscowym cmentarzu komunalnym (kwatera R2-9-14).
Pośmiertnie, w 2014, została uhonorowana odznaką honorową „Zasłużony dla Kultury Polskiej”, w 2015 Medalem Księcia Mściwoja II.